# أنري ماتسومورا
أنري ماتسومورا مواليد 21 يونيو 1991، هي لاعبة كرة يد يابانية تلعب كجناح أيسر. مثلت منتخب اليابان لكرة اليد للسيدات.

## سجل المنافسة
شاركت في البطولات التالية:
- بطولة العالم لكرة اليد للسيدات 2015